# Tangkil (Panggul)
Tangkil is een bestuurslaag in het regentschap Trenggalek van de provincie Oost-Java, Indonesië. Tangkil telt 4227 inwoners (volkstelling 2010).